# Novohrîhorivka, Henicesk
Novohrîhorivka (în ucraineană Новогригорівка) este localitatea de reședință a comunei Novohrîhorivka din raionul Henicesk, regiunea Herson, Ucraina.

## Demografie
Componența lingvistică a localității Novohrîhorivka
     Rusă (75,54%)
     Ucraineană (24%)
     Alte limbi (0,12%)
Conform recensământului din 2001, majoritatea populației localității Novohrîhorivka era vorbitoare de rusă (75,54%), existând în minoritate și vorbitori de ucraineană (24%).